# Convair F-106 Delta Dart
Convair F-106 Delta Dart byl americký záchytný stíhací letoun, schopný provozu za každého počasí. Letoun, vyrobený v sérii 340 kusů, nebyl nikdy bojově nasazen.

## Vývoj

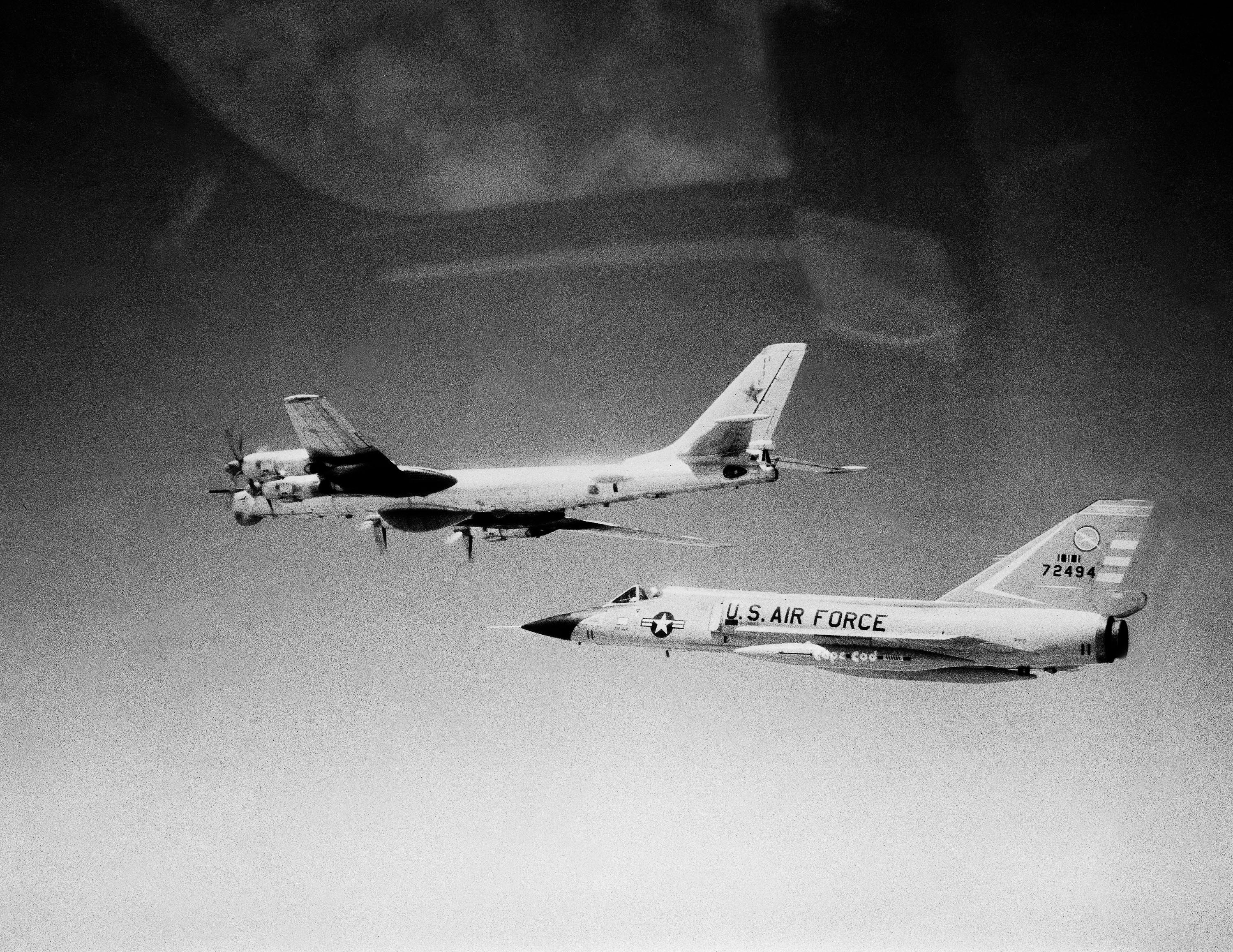
Tu-95 doprovázený F-106A (57-2494) ze 102nd FIW, Otis AFB

Firmě Convair byl vývoj nového stíhacího letounu pro protivzdušnou obranu USA zadán v lednu 1949 s tím, že do služby by typ měl vstoupit v roce 1954. Jelikož se však ukázalo, že letoun, který by plně splňoval armádní požadavky, nemůže být dokončen včas, vyvinul Convair nejprve zjednodušený typ Convair F-102 Delta Dagger. Výkonnější a dokonalejší verze byla dále vyvíjena pod názvem F-102B. Výsledný letoun se však od původního F-102 lišil natolik, že dostal zcela nové typové označení F-106 Delta Dart.
Vývoj letounu se stal předmětem sporů o financování v kongresu. Původně odpůrci projektu požadovali zastavení buď programu F-102B, anebo programu, ze kterého později vznikl typ McDonnell F-101 Voodoo. Projekt se podařilo zachránit za cenu zmenšení počtu objednaných kusů z původních 1000 na konečných 340. K prvnímu letu prototypu (číslo 56-451) došlo 26. prosince 1956 ze základny Edwards s pilotem R. L. Johnsonem. Od dubna 1957 pokračovaly testy v kalifornské poušti Mojave na zkušební základně Edwards AFB u Los Angeles. Letoun byl během služby několikrát modernizován a byl používán až do roku 1988.
Do sériové výroby se dostala jen jednomístná stíhací verze F-106A (227 kusů) a dvoumístná verze F-106B (63 kusů), jejíž zálet byl proveden 9. dubna 1958. Zdokonalená varianta F-106C vznikla jen jako přestavba dvou kusů F-106A a poté byl projekt, společně s dvoumístnou variantou F-106D, zrušen. Také verze F-106E a F-106F nebyly realizovány. Sériová výroba skončila 29. prosince 1960. Ještě v roce 1961 vznikla rozsáhle modernizovaná verze F-106X, zamýšlená jako konkurence typu Lockheed YF-12, ale vývoj se nedostal dále, než byla stavba makety pro zkoušky v aerodynamickém tunelu.

## Konstrukce

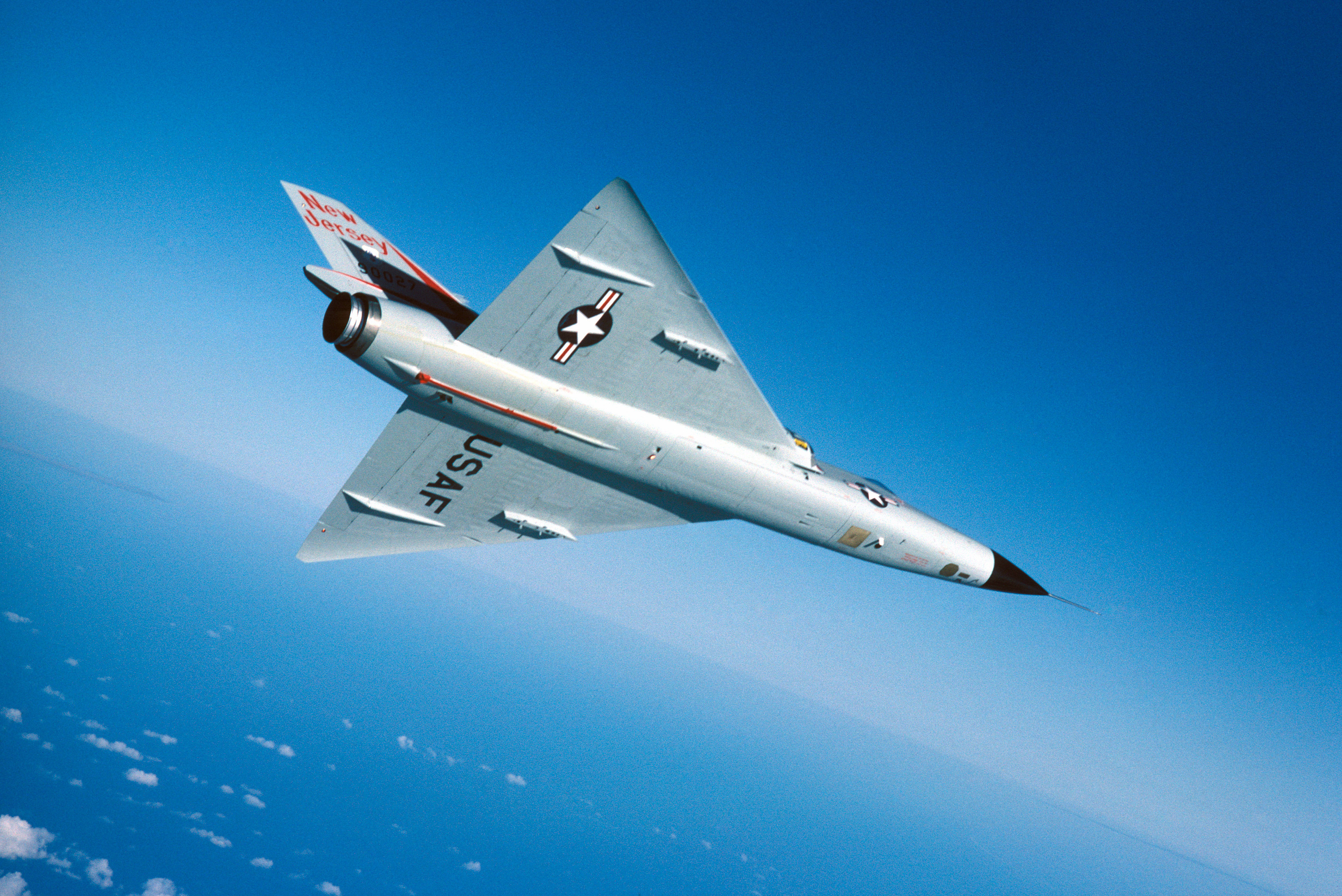
Spodek letounu F-106A, 177th FIG, New Jersey ANG

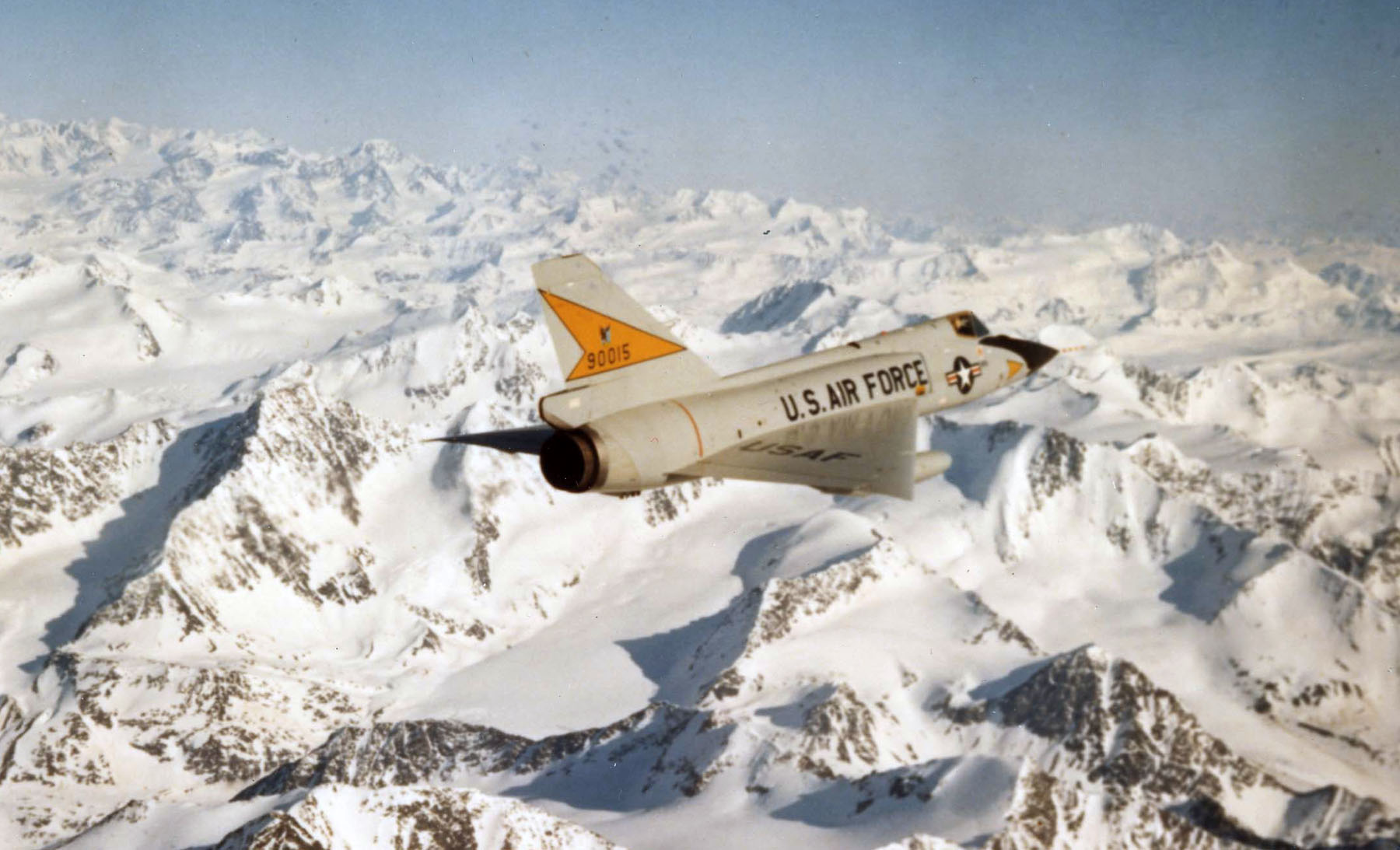
Delta Dart (59-0015, 21st CW, Elmendorf AFB) nad Aljaškou

Jednalo se o dolnoplošník s trojúhelníkovou nosnou plochou. Letoun měl bezocasou konfiguraci a jeho svislá ocasní plocha měla na rozdíl od typu F-102 useknutou horní část a u jejího kořene byla rozevíratelná aerodynamická brzda. Podvozek byl příďový, přičemž přední noha měla zdvojená kola a zadní podvozkové nohy se sklápěly směrem k trupu letounu. Letoun mohl nést dvě přídavné nádrže. Pohonnou jednotkou se stal proudový motor s axiálním kompresorem Pratt & Whitney J75 ve verzích J75-P-9 a J75-P-17. Starší letouny měly na palubní desce kruhové přístroje, zatímco novější série dostaly modernější přístroje v podobě svislých stupnic.
Letoun byl prošpikovaný elektronickými systémy. Ke komunikaci s pozemním zabezpečením používal spojovací systém Datalink. Byl vybavený radiolokátorem, přičemž centrem jeho řízení palby a navedení byl systém Hughes M-1. Díky propojení s pozemními středisky byla práce pilota velice usnadněna a systém mu dodával informace o všech důležitých parametrech k zachycení nepřátelských letounů. Naopak později vedlo rušení systému Datalink k tomu, že byl letoun velice náročný na obsluhu.
Výzbroj letounu byla umístěna v trupové pumovnici a skládala se obvykle ze čtyř řízených střel AIM-4 Super Falcon a jedné neřízené střely AIR-2A Genie s jadernou hlavicí (alternativně se mohlo jednat i o čtyři Super Falcony bez Genie či dvě Genie bez Super Falconů). U střely Super Falcon byly používány verze AIM-4F s poloaktivním radiolokačním zaměřováním a AIM-4G s infračerveným samonaváděním. Od roku 1972 byl do strojů novějších sérií montován šestihlavňový rotační kanón M61 Vulcan.

## Operační služba

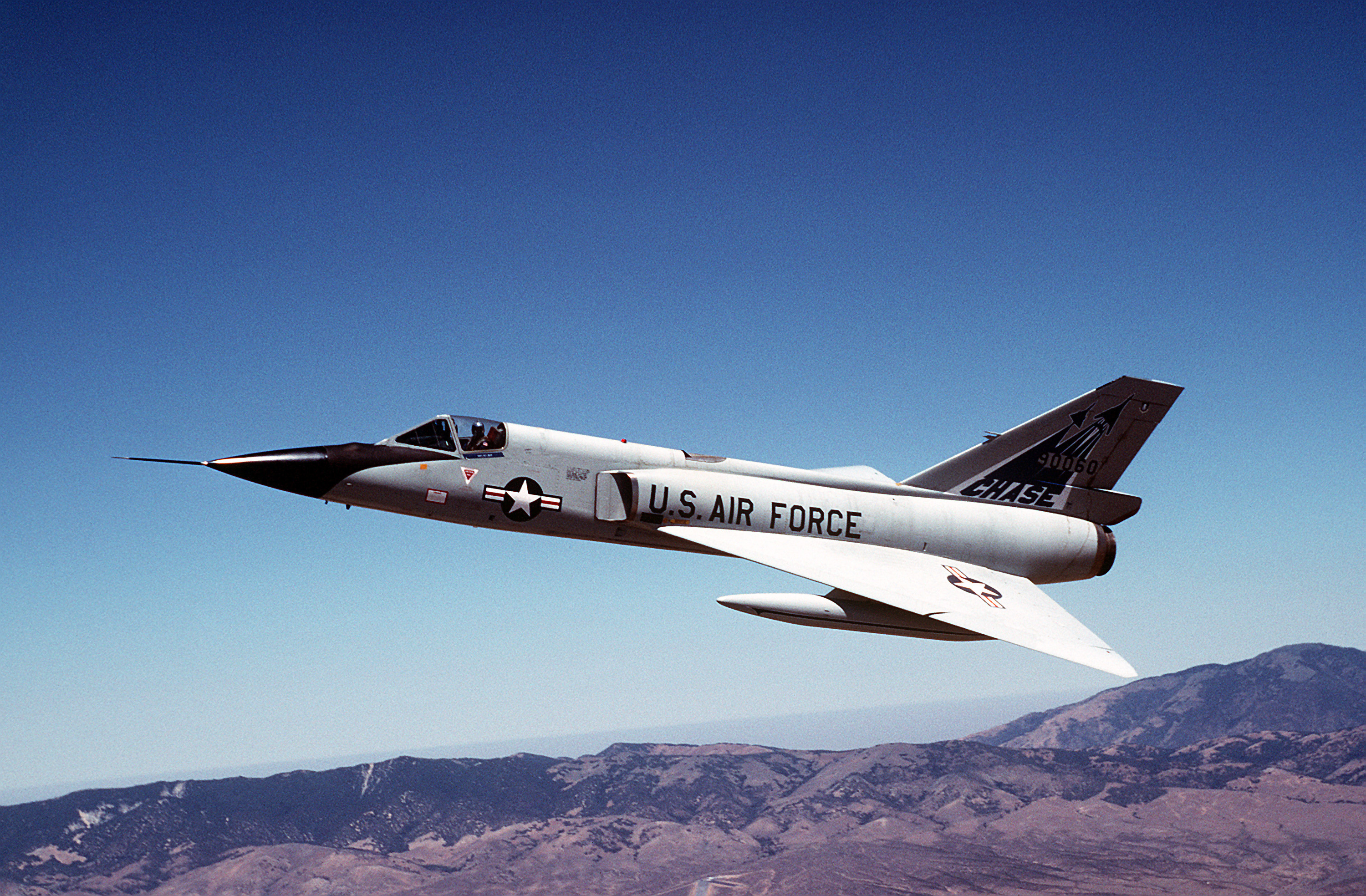
Jeden ze dvou posledních Delta Dartů ve službě zachycený v roce 1990 nad pouští Mojave

K operačním jednotkám se první kusy letounu dostaly v květnu roku 1959, první jednotkou s F-106 se stala 539. FIS. V témže roce 15. prosince vytvořil major Joseph W. Rogers nový světový rychlostní rekord s F-106A, když nad základnou Edwards dosáhl rychlosti 2455,736 km/h.
Jednotka 498. FIS na Geiger AFB ve státě Washington se pak stala první operační jednotkou se stroji Delta Dart. Postupně je používalo 21 squadron USAF a 6 squadron americké národní gardy. První jednotkou ANG se 3. dubna 1972 stala Montana Air National Guard, následovaná leteckými gardami států Kalifornie, Floridy, Massachusetts, Michiganu a New Jersey. 15. prosince 1959 dosáhl major Joseph W. Rogers na Delta Dartu rychlostního rekordu 2455,79 km/h.
Přesto, že letouny F-106 sloužily na základnách v USA, Aljašce, Kanadě, Islandu a krátce i v Německu na základně Hahn (během cvičení Cold Fire 75) a Jižní Koreji na Osan AFB a uvažovalo se o jejich nasazení ve Vietnamu, nebyly nikdy bojově nasazeny. V průběhu 70. let byl typ nahrazován novými letouny F-15 Eagle a letouny byly postupně přeřazovány k národní letecké gardě, kde zůstaly v provozu až do 20. dubna 1988. Piloti tvrdili, že se s Delta Darty létalo skvěle.
Několik kusů F-106B používala NASA pro zkoušky různých pohonných jednotek a atmosférických jevů.
Od roku 1986 bylo 192 strojů přeznačeno na QF-106A a přestavěno firmou Sperry na rádiem řízené bezpilotní terče. Poslední z nich byl zničen roku 1998.

## Varianty

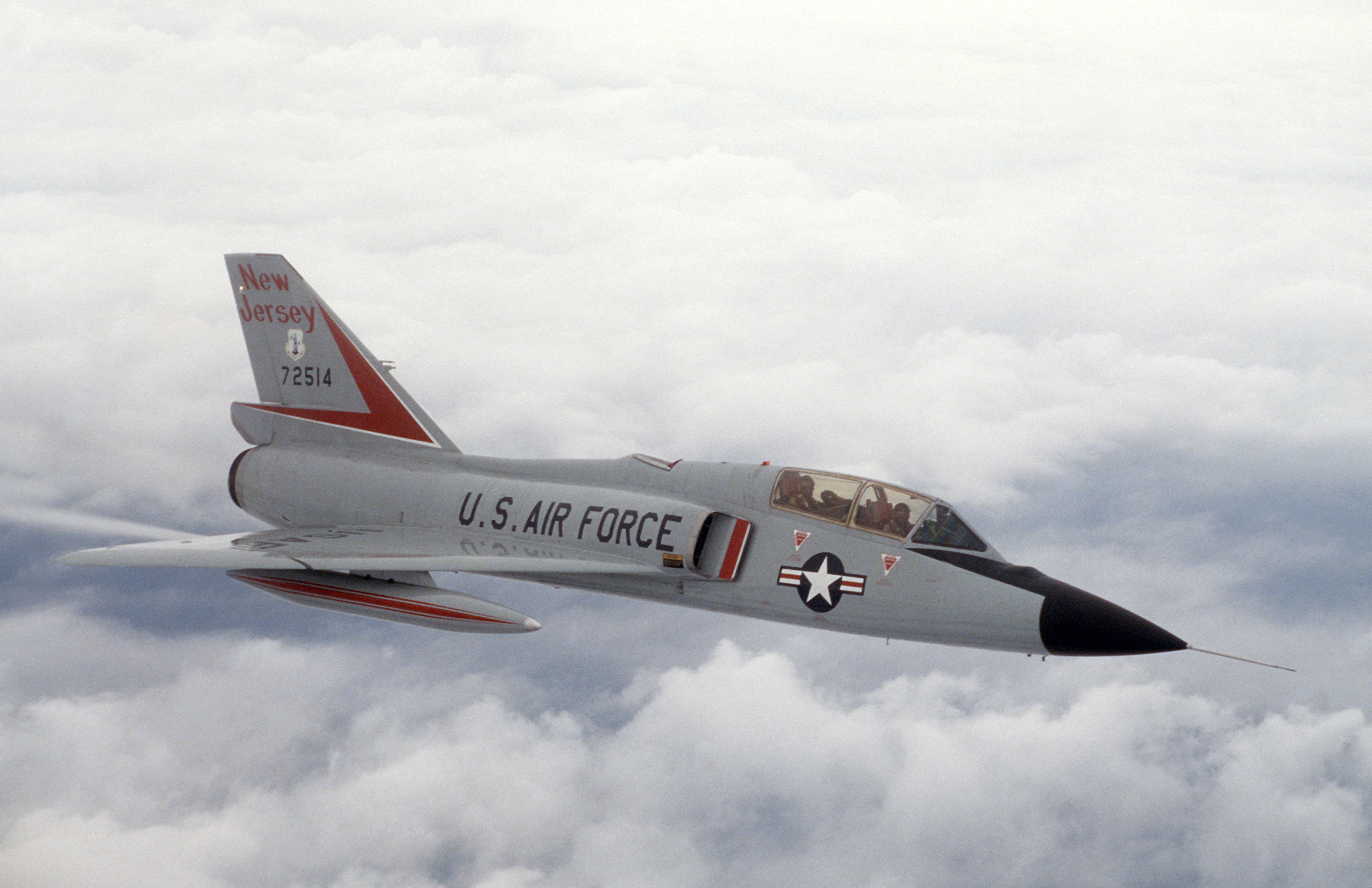
Dvoumístný cvičný F-106B (57-2514, 119th FIS, 177th FIG, New Jersey ANG)

- F-102B: Původní označení letounu F-106A.
- F-106A: Jednomístný záchytný stíhač pro každé počasí.
- F-106B: Dvoumístná cvičná verze. Původně byla označena TF-106A.
- NF-106B: Označení pro dva stroje F-106B dočasně použité NASA jako pokusné pro výzkum počasí a blesků.
- F-106C: Nerealizováno, pouze dva prototypy byly přestavěny z verze F-106A. Varianta měla mít zdokonalený trup, nový radar a výkonnější motor.
- F-106D: Nerealizováno
- F-106E: Nerealizováno
- F-106F: Nerealizováno
- F-106X: Nerealizováno, pouze maketa

## Specifikace (F-106A)

Nákres letounu F-106A

### Technické údaje
- Osádka: 1
- Rozpětí: 11,67 m
- Délka: 21,55 m
- Výška: 6,19 m
- Nosná plocha: 61,52 m²
- Hmotnost prázdného letounu: 11 029 kg
- Vzletová hmotnost: 14 280 kg
- Max. vzletová hmotnost: 17 779 kg
- Profil křídla: NACA 0004-65 mod root and tip
- Zero-lift drag coefficient: 0,083
- Štíhlost křídla: 2,1
- Plošné zatížení: 255 kg/m²
- Poměr tahu k hmotnosti: 0,71
- Lift-to-drag ratio: 12,1
- Pohonná jednotka: 1× proudový motor Pratt & Whitney J75-17 s přídavným spalováním
  - Tah pohonné jednotky: 109 kN

### Výkony
- Maximální rychlost: 2455 km/h
- Dostup: 17 374 m
- Stoupavost: 202 m/s
- Dolet: 2897 km
- Přeletový dolet: 4345 km

### Výzbroj
- 1 × šestihlavňový rotační kanón M61 Vulcan ráže 20 mm
- 4 × raketa AIM-4 Falcon, obvykle 2× AIM-4F a 2× AIM-4G, plus 1× AIR-2A Genie s jadernou hlavicí